# Durazno (color)
El color durazno o color melocotón es un color naranja pastel similar al color melón, cuyo referente es el color de la cáscara de la fruta del melocotón o durazno. También se puede describir como un amarillo-rosáceo pálido.
El primer uso registrado de durazno como nombre de color en inglés fue en 1588.
| HTML       | #FFDAB9                 | #FFCBA4              | #FFB678                |
| CMYK       | (0, 10, 29, 0)          | (0, 10, 33, 0)       | (0, 29, 53, 0)         |
| RGB        | (255, 218, 185)         | (255, 203, 164)      | (255, 182, 120)        |
| HSV        | (28°, 27 %, 100 %)      | (26°, 36 %, 100 %)   | (28°, 53 %, 100 %)     |
| Referencia | Color web X11 PeachPuff | Crayón marca Crayola | Pintura durazno maduro |